# Luigi Costigliolo
Luigi Costigliolo  (Gènova, 25 d'abril de 1892 – Gènova, 22 d'agost de 1939) va ser un gimnasta artístic italià que va competir a començaments del segle xx. Era germà del també gimnasta Carlo Costigliolo.
El 1920 va prendre part en els Jocs Olímpics d'Anvers, on guanyà la medalla d'or en el concurs complet per equips del programa de gimnàstica.